# CJ ENM
CJ ENM은 한국 종합 방송, 미디어, 영화, 홈쇼핑 전문 회사이다. 본사는 E&M부문은 서울특별시 마포구 상암산로 66에 오쇼핑부문은 서울특별시 서초구 방배동 2724 1층 (과천대로 870-13)에 있다.
1994년 12월 16일 종합유선방송사업과 홈쇼핑 프로그램의 제작 공급·도소매업을 목적으로 설립되었다.
1995년 8월 1일 '홈쇼핑 텔레비전(HSTV)'(현재 CJ온스타일)을 개국하였다. 1999년 7월 1일 39쇼핑으로 사명을 변경하였다가 2000년 3월 현재의 계열사인 CJ에 인수되었다. 2002년 10월 1일 CJ홈쇼핑, 2009년 5월 1일 CJ오쇼핑으로 사명을 변경하였다.
2014년 12월 주식회사 CJ에듀케이션즈를 합병하였다.
2018년 7월 1일 주식회사 CJ E&M을 흡수 합병하고 주식회사 CJ오쇼핑에서 주식회사 CJ ENM으로 사명 변경하였다.
영문명은 CJ Entertainment N Merchandising의 약칭이다.
CJ그룹 차원에서 콘텐츠 사업은 CJ엔터테인먼트 출범으로 시작되었으며, CJ그룹이 온미디어, 엠넷미디어 등을 인수하면서 그룹의 미디어 콘텐츠 사업도 확대되어갔으며, CJ오쇼핑 또한 미디어 사업에 진출하였다.
2019년 12월 주식회사 CJ헬로를 주식회사 LG유플러스에 양도하였고, 2020년 10월 사업 부문을 분할해 주식회사 티빙을 설립하였다.

## 역사

### 삼구(39)쇼핑
1994년 10월 홈쇼핑 사업자로 선정되어 1995년 8월 1일 한국에서 최초로 홈쇼핑 채널을 개국하였다. 39쇼핑을 만든 삼구그룹은 지난 1971년 설립된 삼구통상이 모태로 주로 실크 제품을 제조하여 수출해 온 회사였다. 39쇼핑은 당시 케이블 TV 채널 39번에서 방송하였는데 이런 이유로 '삼구' 쇼핑이라는 회사명을 사용하였다. 박경홍 사장이 미국 유학 중 홈쇼핑 개념을 보고 들여왔다.
1998년 박경홍 사장은 홈쇼핑업계 경쟁 강화와 1997년 4월 당시 대통령 아들이었던 김현철 씨와의 관련으로 받은 경찰 조사로 인해 상당한 스트레스를 받았고 극단적 선택을 하게 된다. 박경홍 사장의 삼구그룹 박종구 삼구그룹 회장이 직접 경영을 하게 되었으나 보수적인 경영진의 경영 방식이 첨단 산업인 홈쇼핑 사업과 제대로 접목되지 못해 사업을 포기하기로 결정하고 2000년 3월 CJ그룹에 매각했다. 인수된 이후로도 2002년 9월 30일까지 CJ와 39의 사명(CJ 39쇼핑)을 같이 사용했다. 당시 적자를 면치 못했던 케이블TV 채널에서 유일하게 3년 연속 흑자를 기록했다.

### CJ그룹 인수
2000년 3월 제일제당(현재 CJ제일제당)은 주당 11만 3,969원으로 총 지분의 34.1%에 해당하는 299만 412주를 약 3,400억 원에 매입했다.

## 사업 내용
주요 사업은 방송 채널·콘텐츠 제작, 광고 등을 영위하는 미디어 사업, TV·온라인 몰을 통한 상품 판매의 커머스 사업, 영화 제작, 투자, 배급 등의 영화 사업, 음반ㆍ음원 제작·유통, 콘서트 등의 음악 사업을 운영하고 있다.

### 운영
| 채널 명      | 슬로건                      | 비고                    |  |  |
| ------------ | --------------------------- | ----------------------- |  |  |
| tvN          | NO.1 K-콘텐츠 채널 즐거움엔 | 종합 엔터테인먼트 채널  |  |  |
| tvN DRAMA    | 믿고 보는 즐거움엔          | 드라마 채널             |  |  |
| tvN SHOW     | 빠져드는 즐거움엔           | 예능 채널               |  |  |
| tvN STORY    | 아는 것을 새롭게            | 교양 채널               |  |  |
| tvN SPORTS   | 짜릿한 즐거움엔             | 스포츠 채널             |  |  |
| 캐치온 1     | 특급 영화 구독 서비스       | 유료 채널               |  |  |
| 캐치온 2     | 특급 영화 구독 서비스       | 유료 채널               |  |  |
| OCN          | JUST FOLLOW STORY NO.1      | 영화 채널               |  |  |
| OCN Movies   | 인생영화 STORY NO.1         | 영화 채널 인생영화 채널 |  |  |
| OCN Movies 2 | 해외 영화 드라마            | 영화 채널 한국 영화     |  |  |
| OCN Movies 2 | 해외 영화 드라마            | 영화 채널 한국 영화     |  |  |
| Mnet         | K-POP GENERATION            | 음악 채널               |  |  |
| 투니버스     | 우리들의                    | 어린이 채널             |  |  |
| 중화TV       | 차이나는 즐거움             | 중국 드라마 문화 채널   |  |  |
| UXN          | The Premium UHD Channel     | UHD 전문 채널           |  |  |

#### 외주 운영
| 채널 명    | 슬로건                                     | 비고 |
| tvN Asia   | 동남아시아 중심의 한국어 엔터테인먼트 채널 |      |
| tvN Thai   | 태국 중심의 한국어 엔터테인먼트 채널       |      |
| tvN Taiwan | 대만 중심의 한국어 엔터테인먼트 채널       |      |
| tvN Africa | 아프리카 중심의 한국어 엔터테인먼트 채널   |      |

### 홈쇼핑 운영
- CJ온스타일 플러스

대한민국 최초 TV홈쇼핑 채널 사업자로 방송법에 의거 "상품 소개와 판매에 관한 전문 편성을 행하는 방송채널사용사업자" 로 방송통신위원회의 승인을 받아 매년 5년마다 재승인 받고 있다.
2021년 5월 10일 CJ오쇼핑, CJmall은 CJ온스타일이라는 하나의 브랜드로 통합되었다.

## 주요 사업장 현황
- 엔터테인먼트부문: 서울특별시 마포구 상암산로 66 (상암동, CJ ENM센터)
- 엔터테인먼트부문: 경기도 고양시 일산서구 대화로 369 (대화동, CJ ENM 일산 스튜디오)
- 커머스부문 본점: 서울특별시 서초구 과천대로 870-13 (방배동)
- 커머스부문 강남지점: 서울특별시 강남구 강남대로 320, 4층 (역삼동, 황화빌딩)
- 커머스부문 부산지점: 부산광역시 연제구 중앙대로 1091, 6층 (연산동, 제세빌딩)

커머스 부문의 주 소재지는 본점이며, 미디어 및 콘텐츠 부문의 주 소재지는 상암 센터에 위치하고 있다.
소유하고 있는 시설로는 서울특별시 서초구 과천대로 870-13에 소재하고 있는 본사, 서울특별시 마포구 상암산로 66에 위치한 미디어 관련 사업장, 경기도 군포시 농심로47번길 20에 위치한 물류센터 등이 있다.

## 행정처분

### 어린이 성적 대상화 한 광고 송출
2019년 6월 29일 토요일 CJ ENM은 Mnet, OtvN, OnStyle, XtvN, OCN, 올리브네트워크, tvN 7개 채널에서 <배스킨라빈스 핑크스타(30초)> 를 송출하였다. 아이스크림 광고에서 어린이 출연자는 진한 화장을 한 채 민소매 원피스를 착용하였고, 아이스크림을 떠먹는 출연자의 입술을 근접 촬영해 보여주었다.
2019년 8월 26일 방송통신심의위원회는 「방송광고심의에 관한 규정」 제23조(어린이·청소년) 제1항에 따라 CJ ENM의 7개 채널 각각에 경고 제재를 내렸다.

### 방송 조작
CJ ENM은 Mnet을 통해 2016년부터 4년여에 걸쳐 방송한 <프로듀스101>, <프로듀스101시즌2>, <프로듀스48>, <프로듀스X101> 총4개 프로그램에서, 제작진이 각 회차의 투표결과를 조작하거나, 시청자 투표 전 최종순위를 자의적으로 정하여 합격자와 탈락자를 뒤바뀌게 한후 선발하여 이를 마치 시청자투표결과인 것처럼 방송했다.
2020년 8월 10일 방송통신심의위원회는 CJ ENM에 과징금 제재를 확정했다. 이는 방송법상 최고 수준 제재이다.
2020년 9월 14일 방송통신심의위원회는 CJ ENM에 총 1억2000만원의 과징금을 부과했다.

## 연혁

### 1990년대

#### 1994년
- 1994년 10월 : 홈쇼핑 사업자 선정
- 1994년 12월 16일 : 홈쇼핑텔레비전 법인 설립
- 1994년 12월 16일 ~ 1998년 10월 28일 : 박경홍 대표이사 취임

#### 1995년
- 1995년 3월 : 프로그램 공급업 허가
- 1995년 8월 1일 : HSTV 개국

#### 1996년
- 1996년 11월 1일 : HSTV, 채널명을 39쇼핑으로 변경[8]
- 1996년 12월 3일 : 제일방송 주식회사 인수

#### 1998년
- 1998년 10월 28일 ~ 2000년 5월 31일 : 박종구, 송덕호 공동 대표이사 취임

#### 1999년
- 1999년 7월 1일 : 홈쇼핑텔레비전에서 39쇼핑으로 사명 변경
- 1999년 11월 23일 : 코스닥 상장

### 2000년대

#### 2000년
- 2000년 3월 30일 : 39쇼핑, 제일제당(현재 CJ제일제당)에 인수
- 2000년 3월 31일 : 송덕호 대표이사 퇴임, 박종구 단독 대표이사 체제로 전환
- 2000년 5월 31일 ~ 2004년 2월 : 조영철 대표이사 취임
- 2000년 6월 1일 : 39쇼핑에서 CJ39쇼핑으로 사명 및 채널명 변경
- 2000년 9월 : 군포 물류센터 오픈

#### 2001년
- 2001년 7월 : 본사 사옥 및 콜센터 이전
- 2001년 8월 : 인터넷 쇼핑몰 오픈

#### 2002년
- 2002년 10월 1일 : CJ39쇼핑에서 CJ홈쇼핑으로 사명 및 채널명 변경

#### 2004년
- 2004년 2월 ~ 2005년 6월 : 김진수 대표이사 취임
- 2004년 4월 : 동방CJ 개국(중국 상하이에서 상하이 미디어 그룹과 합자 계약 체결)

#### 2005년
- 2005년 6월 ~ 2009년 2월 : 임영학 대표이사 취임

#### 2008년
- 2008년 8월 : 본사 신사옥 증축
- 2008년 10월 : 천천CJ 개국(중국 톈진에서 천천CJ 합자 계약 체결)

#### 2009년
- 2009년 2월 ~ 2014년 10월 : 이해선 대표이사 취임
- 2009년 9월 : 스타CJ(현재 SHOP CJ) 개국(인도네시아에서 스타CJ 법인 설립)
- 2009년 5월 1일 : CJ홈쇼핑에서 CJ오쇼핑으로 사명 및 채널명 변경[9]
- 2009년 12월 24일 : 보도자료를 통해 온미디어 지분 55.17%(경영권 포함)을 4,344억 7,930만원에 인수

### 2010년대

#### 2010년
- 2010년 9월 15일 CJ미디어에서 CJ E&M로 변경

#### 2011년
- 2011년 1월 27일 : CJ프라임쇼핑 개국(일본에서 '프라임쇼핑' 인수 계약 체결)
- 2011년 7월 : SCJ 개국(베트남에서 SCTV와 합자 계약 체결)
- 2011년 10월 : 남방CJ 개국(중국 광저우에서 남방CJ 합자 계약 체결)

#### 2012년
- 2012년 6월 : G"CJ 개국(태국에서 GMM 그램미(GMM Grammy)와 합작 계약 체결)
- 2012년 12월 : MCJ 개국(터기에서 MediaSa(미디어사)와 합자 계약 체결)

#### 2013년
- 2013년 4월 30일 : 디지털 멀티미디어 방송 론칭
- 2013년 10월 : ACJ 개국(필리핀에서 ABS-CBN와 합자 계약 체결)
- 2013년 11월 1일 ~ 2015년 6월 : 변동식 대표이사 취임

#### 2015년
- 2015년 6월 : CJ Grand Shopping 개국(멕시코에서 텔레비사(Televisa)와 합자 계약 체결)
- 2015년 6월 ~ 2016년 4월 : 김일천 대표이사 취임

#### 2016년
- 2016년 4월 : MPCJ 개국(말레이시아에서 미디어프리마 텔레비전 네트워크와 합자 계약 체결)
- 2016년 4월 ~ 2018년 7월 : 허민회 대표이사 취임

#### 2018년
- 2018년 7월 : CJ E&M과 합병되어 통합법인 CJ ENM 출범
- 2018년 7월 ~ 2022년 3월 : 허민호 대표이사 취임

### 2020년대

#### 2021년
- 2021년 5월 10일 : 온라인 종합몰 CJmall과 하나의 브랜드로 통합된 CJ온스타일 출범[10] (CJ ENM 엔터테인먼트 채널 온스타일(현재 tvN SPORTS) 4월 30일 채널 종료)

#### 2022년
- 2022년 3월 1일 ~ 현재 : 윤상현 대표이사 취임

## 같이 보기
- N서울타워